# لیست (راهنمای رستوران)
لیست (فرانسوی: La Liste‎) که در ابتدا فهرستی از ۱۰۰۰ رستوران برتر جهان بود، امروزه مالکیت خصوصی دارد و در دسامبر ۲۰۱۵ در پاریس راه اندازی شد. این فهرست رتبه‌بندی فرانسوی و راهنمای رستوران‌ها امروزه با جمع‌آوری بیش از ۷۰۰ راهنما و نشریه، ۲۰٬۰۰۰ رستوران را در ۱۹۵ کشور فهرست و رتبه‌بندی می‌کند و معادل راهنمای خوراک‌شناسی منتشر شده بریتانیا با نام ۵۰ رستوران برتر جهان است. راهنمای لیست و نتایج آن در وبگاه laliste.com و از طریق نرم‌افزار کاربردی «لیست» (آی‌اواس و اندروید) در دسترس است.
بنیان‌گذار لیست، «فیلیپ فوآره»، قبلاً مدیرعامل راهنمایِ گو میو و رئیس سابق هیئت گردشگری فرانسه بود.